# Vadászantilop
A vadászantilop vagy hirola (Beatragus hunteri) az emlősök (Mammalia) osztályának párosujjú patások (Artiodactyla) rendjébe, ezen belül a tülkösszarvúak (Bovidae) családjába és a tehénantilop-formák (Alcelaphinae) alcsaládjába tartozó faj. Nemének az egyetlen élő és egyben típusfaja is.
Tudományos nevét Philip Lutley Sclater angol ornitológus adta, aki Henry Charles Vicars Hunter (1861-1934), angol vadász emlékére nevezte el.

## Rendszertani helyzete
A faj rendszertani helyzetét illetően nincs egyetértés a taxonómusok között. Felfedezésekor a közönséges lantszarvúantilop (Damaliscus lunatus) egyik alfajaként írták le Damaliscus lunatus hunteri néven. Később kiderült, hogy eléggé különbözik attól ahhoz, hogy önálló fajként ismerjék el. Ekkortól Damaliscus hunteri néven ismerte el a tudomány, még mindig a lantszarvúantilopok nemébe a Damaliscus nembe sorolva.
Későbbiekben felmerült, hogy eléggé különbözik a lantszarvúantilopoktól, így egy különálló, monotipikus (egyfajos) nembe sorolták át, így kapta a ma legszélesebb körben elfogadott tudományos nevét, a Beatragus hunteri-t. Néhány rendszertannal foglalkozó kutató azonban nem támogatja a fajnak különálló nembe való sorolását, így ők továbbra is a Damaliscus nembe sorolják a fajt. Mióta felfedezték a fosszilis rokonát, a Beatragus antiquus-t, a Beatragus emlősnem megszűnt monotipikusnak lenni.

## Előfordulása
Kenya és Szomália száraz, füves területein él.

## Megjelenése
Fej-testhossza 120–200 centiméter, marmagassága 100–125 centiméter, testtömege mintegy 73–118 kilogramm. Szőrzete homokszínű, s ez az élőhelyén megfelelő rejtőszínt biztosít számára. A hímek háti színezete ugyanakkor szürkébe hajló barna. A 44-72 centiméteres lant alakú szarvai, melyek inkább hasonlítanak az impaláéhoz, mint más nemén belüli fajokéhoz; jellegzetessé teszik e fajt. További ismertetőjegye a hosszant megnyúlt fej, valamint a szeme körüli halovány fehér „gyűrű”.

## Életmódja
Territoriális faj; a hímek védelmezik területüket, s rendszeresen a nőstényekért folyik a harc. Párbajnál az egymás méregetése után a szarvak összeütközésekor a két vetélytárs mellső lábaival „letérdel”. A heves harc végén pedig az lesz a győztes, aki négylábon marad.
A vadászantilop kisebb, 5–40 fős csoportokban él, amelyet egy-egy territóriummal rendelkező hím vezet.

## Szaporodása
A vemhességi időszak 7,5–8 hónapig tart, s egy borjat hoz világra. A párzási időszak márciusban - áprilisban van, hogy az utódot a rövid esős időszakban hozhassa világra, megfelelő táplálékot biztosítva neki.

## Védettsége
Az IUCN besorolása szerint kritikusan veszélyeztetett faj, mivel állományai egyrészt a vadászat, másrészt a túllegeltetés miatt nagyon megfogyatkoztak. Az 1970-es években állományát még 14 000 egyedre becsülték. Ez az 1980-as évek végén felére, nagyjából 7000 egyed körüli nagyságúra apadt. A jelenlegi összegyedszám 500 és 1200 egyed közötti nagyságú lehet.

### Fordítás
- Ez a szócikk részben vagy egészben  a   Hirola című angol Wikipédia-szócikk ezen változatának fordításán alapul.  Az eredeti cikk szerkesztőit annak laptörténete sorolja fel. Ez a jelzés csupán a megfogalmazás eredetét és a szerzői jogokat jelzi, nem szolgál a cikkben szereplő információk forrásmegjelöléseként.